# Life in Technicolor ii
Life in Technicolor ii is een nummer van de Britse band Coldplay en de tweede single die afkomstig is van de ep Prospekt's March. De single is een bewerking van het eerder opgenomen nummer Life in Technicolor van het album Viva la Vida or Death and All His Friends. Het is de vijfde single van het album.

## Versies
Het opvallendste aan het nummer Life in Technicolor is het ontbreken van tekst. Op het einde van het nummer is enkel een achtergrondstem te horen. Het nummer stond daarom te boek als een experimenteel en instrumentaal nummer, maar was ondanks dat populair. Op het later verschenen Life in Technicolor ii is wel tekst aanwezig. De tekst voor Life in Technicolor ii was al geschreven voor het uitbrengen van de instrumentale versie, maar de band besloot met opzet de tekst weg te laten.

## Tracklist
Op de verkrijgbare versies van het nummer staan, naast de single, ook de liveversie van het nummer en een nieuw nummer getiteld The Goldrush. Deze is niet door zanger Chris Martin ingezongen maar door drummer Will Champion.

### Download
1. "Life in Technicolor ii" — 04:06
2. "Life in Technicolor ii" (liveversie) — 03:36
3. "The Goldrush" — 02:29

### 7"-vinyl
A. "Life in Technicolor ii" — 04:06
B. "The Goldrush" — 02:29

### Promo-cd
1. "Life in Technicolor ii" (radioversie) — 03:37
2. "Life in Technicolor ii" — 04:06

## Videoclip
De videoclip van Life in Technicolor ii werd voor het eerst vertoond op 20 januari bij de Britse zenders Channel 4 en 4Music. Diezelfde dag werd de video ook op de eigen site van Coldplay geplaatst. In de videoclip is te zien hoe alter ego-poppen van de bandleden een optreden geven bij een traditionele poppenkastshow in een buurthuis. Phil Harvey die de band regelmatig van muzikale steun voorziet is ook te zien in de videoclip.

## Hitnotering
| Life in Technicolor ii in de Nederlandse Top 40 - binnen: 14 februari 2009 | Life in Technicolor ii in de Nederlandse Top 40 - binnen: 14 februari 2009 | Life in Technicolor ii in de Nederlandse Top 40 - binnen: 14 februari 2009 | Life in Technicolor ii in de Nederlandse Top 40 - binnen: 14 februari 2009 | Life in Technicolor ii in de Nederlandse Top 40 - binnen: 14 februari 2009 | Life in Technicolor ii in de Nederlandse Top 40 - binnen: 14 februari 2009 | Life in Technicolor ii in de Nederlandse Top 40 - binnen: 14 februari 2009 | Life in Technicolor ii in de Nederlandse Top 40 - binnen: 14 februari 2009 | Life in Technicolor ii in de Nederlandse Top 40 - binnen: 14 februari 2009 | Life in Technicolor ii in de Nederlandse Top 40 - binnen: 14 februari 2009 | Life in Technicolor ii in de Nederlandse Top 40 - binnen: 14 februari 2009 | Life in Technicolor ii in de Nederlandse Top 40 - binnen: 14 februari 2009 | Life in Technicolor ii in de Nederlandse Top 40 - binnen: 14 februari 2009 |
| Week                                                                       | 1                                                                          | 2                                                                          | 3                                                                          | 4                                                                          | 5                                                                          | 6                                                                          | 7                                                                          | 8                                                                          | 9                                                                          | 10                                                                         | 11                                                                         |                                                                            |
| -------------------------------------------------------------------------- | -------------------------------------------------------------------------- | -------------------------------------------------------------------------- | -------------------------------------------------------------------------- | -------------------------------------------------------------------------- | -------------------------------------------------------------------------- | -------------------------------------------------------------------------- | -------------------------------------------------------------------------- | -------------------------------------------------------------------------- | -------------------------------------------------------------------------- | -------------------------------------------------------------------------- | -------------------------------------------------------------------------- | -------------------------------------------------------------------------- |
| Nummer                                                                     | 33                                                                         | 24                                                                         | 21                                                                         | 16                                                                         | 15                                                                         | 17                                                                         | 17                                                                         | 16                                                                         | 16                                                                         | 24                                                                         | 36                                                                         | uit                                                                        |

## NPO Radio 2 Top 2000
| Nummer met noteringen in de NPO Radio 2 Top 2000 | '09 | '10 | '11 | '12 | '13 | '14  | '15  | '16  | '17  | '18  | '19  |
| ------------------------------------------------ | --- | --- | --- | --- | --- | ---- | ---- | ---- | ---- | ---- | ---- |
| Life in Technicolor ii                           | 418 | 730 | 884 | 938 | 900 | 1216 | 1170 | 1499 | 1535 | 1661 | 1739 |

1. ↑  Een vetgedrukt getal geeft de hoogste notering aan.
2. ↑  2009 was het eerste jaar met een notering voor dit nummer.
3. ↑  Deze tabel is bijgewerkt tot en met de laatste editie (2024).

## Trivia
- Life in Technicolor en Life in Technicolor ii worden beiden apart gespeeld in de liveoptredens.
- De instrumentale versie Life in Technicolor bereikte in België door vele downloads al de Ultratop 50 vóór het uitbrengen van het eigenlijke nummer.